# Colorin colorado
Colorin colorado è un libro di Paolo Valente che raccoglie tredici favole ispirate alla tradizione andina. L'autore ha percorso in particolare le strade che si arrampicano sulla sierra dell'Ecuador, dove la cultura ispanica si è incontrata (spesso scontrata) e fusa con gli eredi delle civiltà precolombiane.

## Edizioni
- Paolo Valente, Colorin Colorado, collana Libri per Ragazzi Strenne Bimbi e Gesù, edizioni San Paolo, 2008,  p. 94, ISBN 978-88-215-6228-0.